# Bildungssystem in Somalia
Das Bildungssystem in Somalia ist nicht staatlich organisiert. Bildung findet in privaten und religiösen Schulen sowie in von internationalen Organisationen betriebenen Einrichtungen statt. Schätzungsweise 13 % der Jungen und 7 % der Mädchen besuchen eine Schule. Ursachen für den niedrigen Bildungsstand der Bevölkerung sind die allgemeine Armut und der Somalische Bürgerkrieg.

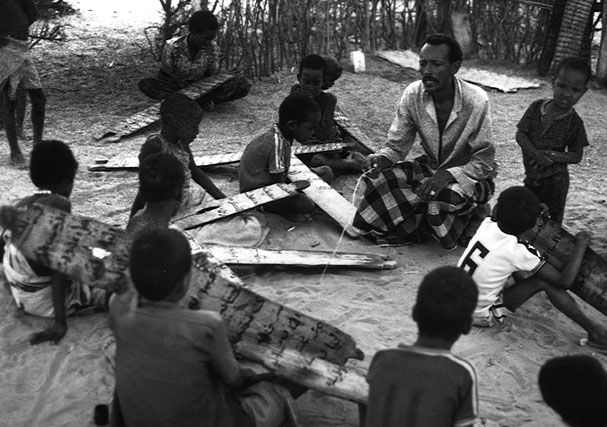
Eine ländliche Koranschule in Somalia

## Geschichtliche Entwicklung
Vor der Kolonialzeit bestand im von Somali bewohnten Gebiet kaum ein Bildungssystem im eigentlichen Sinne. Lese- und Schreibkenntnisse waren kaum relevant, zumal die Somali-Sprache mündlich überliefert wurde. Die als lebenswichtig erachteten Fertigkeiten wurden den Kindern innerhalb der eigenen Familie beigebracht. Insbesondere auf die Ausbildung von Mädchen wurde wenig Wert gelegt, die Jungen wurden ebenfalls früh als Arbeitskräfte für die täglichen Arbeiten herangezogen. Wenige besuchten Koranschulen, in denen der Koran und die arabische Sprache gelehrt wurden.
Die Kolonialherren Somalias betrieben eine unterschiedliche Bildungspolitik. Die Italiener in Italienisch-Somaliland sahen die Einheimischen vor allem als Bauern und niedrig qualifizierte Arbeiter vor und bildeten ihre Schüler entsprechend aus, damit möglichst wenige Italiener für die entsprechenden Arbeiten gebraucht wurden. Vor dem Ersten Weltkrieg besuchten weniger als 0,1 % der Bevölkerung in Italienisch-Somaliland eine der 15 „westlichen“ Schulen (zehn staatliche Schulen und fünf Waisenhausschulen, in der Regel römisch-katholische Missionsschulen).
Die Briten beschränkten ihre Aktivität im Bildungsbereich in Britisch-Somaliland zunächst darauf, einige Koranschulen zu unterstützen und Stipendien für eine Ausbildung in Sudan oder Aden zu vergeben. Nach Verlust und Rückeroberung Britisch-Somalilands im Zweiten Weltkrieg bauten sie ein Primarschulsystem auf, das vor allem darauf ausgerichtet war, Angestellte für die Verwaltung auszubilden. Sie eröffneten zudem eine Ausbildungsstätte für Polizisten und eine für Krankenpfleger und 1944 eine Lehrerausbildungsstätte mit 50 Absolventen. 1955 besuchten im britischen Gebiet schätzungsweise 1,4 % der Kinder im Schulalter eine Schule.
1949 gründete Haji Dirie Hirsi die erste Sekundarschule in Somalia, zusätzlich zu den mittlerweile 29 Primarschulen. Unterrichtet wurde in Englisch, Arabisch und Italienisch. Dass es drei verschiedene Bildungssprachen gab, während die Hauptsprache der Bevölkerung mangels einheitlicher Verschriftung nicht für diesen Zweck verwendet werden konnte, erwies sich als erhebliches Hindernis für den Aufbau eines Bildungssystems.
Eine Verbesserung der Bildungsmöglichkeiten und zu diesem Zweck die Standardisierung und Verschriftung der Somali-Sprache wurde zu einer der zentralen Forderungen der Somalischen Jugendliga, der ersten Partei Somalias, die von der Unabhängigkeit des Landes 1960 bis zur Machtergreifung Siad Barres 1969 die Regierung stellte. Siad Barres Regierung verwirklichte 1972 die Standardisierung des Somali und seine Verschriftung mit dem lateinischen Alphabet. Anschließend wurden staatliche Kampagnen gestartet, um die Bevölkerung zu alphabetisieren. Nach Angaben der somalischen Regierung war durch diese Maßnahmen bis Mitte der 1970er Jahre eine Alphabetisierungsrate von 60 % erreicht worden (unabhängige Angaben schätzten den Erfolg weniger groß ein). Ab 1977 sank die Rate infolge der wirtschaftlichen und politischen Schwierigkeiten nach dem Ogadenkrieg wieder, vor allem bei Nomaden. 1990 konnten nach UNO-Schätzungen 24 % der Somalier lesen und schreiben.
Seit dem Zusammenbruch der somalischen Regierung im Jahre 1991 gibt es kein staatliches Bildungssystem mehr.

## Offizielles Bildungssystem
Das offizielle somalische Bildungssystem sah eine Vorschulbildung und ab dem Alter von sechs Jahren eine achtjährige Primarschulbildung vor, gefolgt von vier Jahren Sekundarschule und einer allfälligen höheren Bildung. Für Nomaden gab es besondere Bildungsprogramme, in denen die Kinder drei Jahre lang für jeweils sechs Monate zur Schule gingen und in der übrigen Zeit des Jahres mit ihren Eltern auf Wanderschaft gehen konnten.

## Heutige Situation

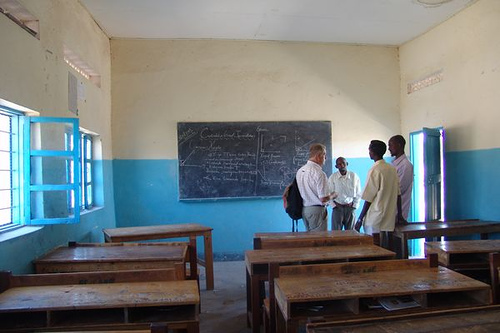
Klassenzimmer in Hargeysa, Somaliland

2000–2005 besuchten schätzungsweise 12 % der Kinder die Primarschule, wobei der Anteil der Jungen höher, derjenige der Mädchen geringer ist. Bildung wird von privaten Institutionen, (mit Unterstützung von) einheimischen und internationalen Organisationen und vor allem von Koranschulen (Madrasas) angeboten; letztere bieten neben dem Erlernen der arabischen Schrift und dem Auswendiglernen des Korans eine Minimalbildung. Beispielsweise hat eine Privatinitiative in der Region Shabeellaha Dhexe die Einschulungsrate auf 24 % erhöht, was die höchste Rate in Südsomalia ist. UNICEF und lokale Organisationen betreiben auch Initiativen zur Ausbildung von Lehrern.
Im faktisch autonomen Somaliland wurde das Bildungssystem seit der Unabhängigkeitserklärung 1991 ausgebaut, bleibt jedoch auf niedrigem Stand. 2010 besuchten einer Schätzung zufolge 30 % der Kinder im Schulalter eine Schule, davon waren 30 % Mädchen. Im Januar 2011 kündigte Somalilands Regierung an, Primar- und Sekundärschulbildung kostenlos zu machen sowie die Löhne der Lehrer zu verdoppeln; es bestehen jedoch Zweifel, ob das Bildungssystem die erhöhten Kosten und Schülerzahlen bewältigen kann.
Die 1970 gegründete Nationale Universität Somalias in Mogadischu als wichtigste Einrichtung für höhere Bildung wurde aufgrund des Bürgerkrieges erst 2014 wiedereröffnet; 1997 wurde die privat betriebene Universität Mogadischu gegründet. In Somaliland gibt es Universitäten in Hargeysa, Berbera, Burao und Boorama (Amoud-Universität).